# 베가
베가(Vega, α Lyrae)는 거문고자리 방향으로 지구로부터 약 25.3 광년 떨어져 있는 항성이다. 바이어 명명법으로는 거문고자리 알파로 읽으며 이름으로 알 수 있듯 별자리에서 가장 밝은 별이다. 겉보기 등급은 +0.03으로 밤하늘 전체에서 다섯 번째로 밝은 별이며 북반구 하늘만으로 한정할 경우 아크투루스에 이어 두 번째로 밝다. 베가는 빠른 자전(약 12시간 정도)으로 생긴 원심력 때문에 계란 모양으로 찌그러져 있다.(이 점에서 목성과 비슷하다.) 베가 주변에는 태양계와 비슷한 행성계가 형성되어 있을 확률이 있다. 베가는 아크투루스, 시리우스, 포말하우트 등과 함께 지구 근처에 있는 항성들 중 눈에 띄게 밝은 별들 중 하나이다.
베가는 연구가 폭넓게 이루어진 별로 '밤하늘에 있는 별들 중 가장 중요한 항성'으로 불리기도 한다. 역사적으로 베가는 기원전 1만 2천 년 경까지 북극성이었으며, 지구의 세차 운동으로 서기 14000년 경에는 북극성이 되고, 거리도 24.7 광년으로 가까워진다. 알타이르, 데네브와 여름의 대삼각형을 이룬다.
베가는 태양 다음으로 스펙트럼 사진을 촬영한 천체이며, 시차를 이용해서 거리를 잰 최초의 항성이기도 하다. 베가는 측광학적으로 망원경 눈금 조정의 기준이 되는 별이며, UBV 측광계의 평균값을 결정하는 데 이용되어 왔다.
태양에 비해 베가는 상대적으로 젊고, 태양에 비해 헬륨보다 원자수가 큰 원소들의 함유비가 적다. 베가는 변광성일 가능성이 있는데, 주기성을 띠면서 밝기가 미묘하게 변하는 것으로 보인다. 베가의 자전 속도는 적도에서 초당 274.5 킬로미터로 매우 빠르게 회전한다. 이 때문에 베가의 적도는 마치 럭비공처럼 부풀어 있는 것으로 추측되며, 적도 부분 광구의 온도는 극지 광구에 비해 온도가 낮아서 밝기 또한 광구의 절반 수준에 불과하다. 지구에서 볼 때 베가는 남극 혹은 북극이 우리 시야의 정면을 바라보고 있다. 따라서 밝은 극 지역만이 우리 눈에 보이므로 베가는 실제 밝기에 비해 더 밝게 보인다.
베가 주위에서 적외선의 초과 복사 현상이 관측되었는데, 여기서 베가는 먼지로 이루어진 별주위 원반을 거느리고 있다고 예상할 수 있다. 이 먼지는 베가 주위를 도는 천체 두 개가 서로 충돌하여 거기서 나온 파편들로 이루어진 것으로 보인다. 이는 태양계의 카이퍼 대와 비슷한 모양새이다. 베가처럼 항성 주위에서 적외선 초과 복사가 관측되는 항성들을 베가형 항성이라고 부른다. 베가 주위 원반에서 관측되는 불규칙함을 통해 적어도 한 개의 행성이 존재할 것으로 추측되며, 이 행성의 질량은 대략 목성 정도로 보인다.

## 관측 역사
천체사진술(천체의 모습을 사진으로 담는 기술)은 1840년 존 윌리엄 드레이퍼가 달을 찍어 은판사진으로 남기면서 시작되었다. 1850년 7월 17일 베가는 태양을 제외한 항성들 중 최초로 사진 촬영의 피사체가 되었다. 윌리엄 본드와 존 애덤스 휘플이 베가를 촬영했으며 이들도 은판사진 자료를 남겼다. 1872년 드레이퍼는 베가의 사진을 찍으면서 별의 스펙트럼을 조사했고 이를 통해 베가의 스펙트럼에 흡수선이 있음을 최초로 밝혀냈다.(물론 태양의 스펙트럼에 흡수선이 있음은 이전에 이미 밝혀진 바 있다.) 1879년 윌리엄 허긴스는 베가 및 비슷한 별들의 스펙트럼 사진을 이용하여 이들 부류가 공통적으로 지닌 ‘매우 강한 분광선들’ 12개를 알아냈다. 이후 이들 분광선은 수소 발머계열에서 비롯된 것으로 밝혀진다.
지구에서 베가까지의 거리는 뒷배경의 별들에 대해 베가가 움직이는 정도(시차)를 통해 알아낼 수 있다. 최초로 항성의 시차를 공표한 사람은 프리드리히 게오르그 빌헬름 폰 슈트루페로, 베가의 시차를 0.125 초각이라고 주장했다. 그러나 프리드리히 베셀은 백조자리 61의 시차를 0.314 초각으로 측정한 뒤, 베가의 시차가 원래 값의 거의 두 배로 잘못 측정된 것이 아니냐는 의심을 품었다. 이에 슈트루페는 원래 베가의 시차값을 두 배로 늘려 수정했으나 이로 인해 그의 자료에 대해 천문학계가 보내는 불신감은 커졌다. 이후 베셀의 시차 자료가 출판되었는데 슈트루페 및 당대 천문학자 대다수가 이 자료값을 신뢰했다. 그러나 놀랍게도 슈트루페가 최초로 측정했던 베가의 시찻값은 현재 기술로 정교하게 측정된 수치와 거의 차이가 나지 않는다.
지구에서 보았을 때의 항성 밝기는 표준화된 로그 자를 이용하여 측정이 가능하다. 값은 겉보기 등급으로 표시하며, 밝아질수록 숫자는 작아진다. 사람의 맨눈으로 볼 수 있는 가장 어두운 별은 +6 수준이며, 눈에 보이는 가장 밝은 항성(태양 제외)은 시리우스로 그 값은 -1.47이다. 천문학자들은 겉보기 등급 척도를 표준화할 목적으로 모든 파장에서 0등급을 대표하는 항성으로 베가를 선택했다. 따라서 오랜 기간에 걸쳐 베가는 항성의 밝기를 재는 기준점 역할을 해 왔다. 그러나 지금은 겉보기 등급 0을 특정 수치의 플럭스로 정의하고 있기 때문에 더 이상 베가를 밝기의 기준으로 쓰지 않는다. 플럭스 값을 이용하는 것은 베가의 밝기를 사용하는 것보다 편리한데, 그 이유는 밤하늘에서 언제나 베가를 관측할 수 있는 것은 아니기 때문이다.
UBV 측광계는 자외선, 청색, 황색 필터를 통해 U, B, V 값을 산출하여 항성의 밝기를 측정한다. 베가는 6개의 A0 V 항성 중 하나로, 1950년대에 측광계가 최초로 도입되었을 때 초기 평균값을 설정하는 용도로 사용되었다. 이들 여섯 항성의 평균 등급은 다음과 같이 정의할 수 있었다.
- U - B = B - V = 0

실제로 이들 여섯의 겉보기 등급은 전자기 스펙트럼상 황색, 청색, 자외선 부분에서 모두 같다. 베가는 가시광선 영역(이 영역의 대부분은 인간의 눈으로 볼 수 있다.)인 350 ~ 850 나노미터 파장대에서 상대적으로 밋밋한 전자기 스펙트럼을 보였기 때문에 플럭스 밀도는 2,000 ~ 4,000 잰스키로 거의 일정하다. 그러나 베가의 플럭스 밀도는 적외선 영역에서 급격하게 떨어지며, 그 값은 5 마이크로미터에서 100 잰스키 정도이다.
1930년대 측광 장치로 베가의 밝기를 재었을 때 이 별의 겉보기 등급은 ± 0.03 진폭만큼 변하는 것처럼 보였다. 이 정도 밝기 변화는 당시 관측 기기의 성능하에서 식별 가능한 한계 수준이었기 때문에 베가의 밝기에 대해 논란이 일어났다. 이후 1981년 데이비스 던랩 천문대에서 베가의 밝기를 다시 쟀으며 미묘한 밝기 변화가 있음을 알아냈다. 여기서 과학자들은 방패자리 델타형 변광성처럼 베가가 작은 진폭의 맥동 현상을 간헐적으로 일으킨다고 추측하였다. 방패자리 델타형 변광성은 항성들이 서로 가까이 붙어 있어서 주기적으로 항성계 전체 밝기가 요동치는 부류를 일컫는다. 던랩 천문대는 베가에서 방패자리 델타형 변광성의 성질을 검출했으나 여타 관측자들은 그 징후를 발견하지 못했다. 따라서 베가의 밝기 변화는 관측 기구에 체계적 오류가 생겨 일어났을 가능성이 있다.
1983년 베가 주위에 먼지 원반이 둘리어 있는 것을 발견했는데 이는 항성 주변의 먼지 원반을 발견한 것으로는 최초 사례였다. IRAS는 항성 주위에서 적외선 초과 현상을 발견했는데 항성 주위에 있는 먼지가 베가의 열로 데워진 것을 이 현상의 원인으로 분석했다.

## 가시성
베가는 북반구 중위도 일대 국가에서 볼 때 여름 밤하늘 천정 근처에 자리잡고 있다. 남반구 중위도에서는 겨울 동안 북쪽 지평선 낮은 곳에서 보인다. 베가의 적위는 +38.78°로 남반구 51도 이상에서는 보이지 않는다. 북반구 51도 이상에서 베가는 주극성으로 보이게 된다. 7월 1일경 베가는 자오선을 통과하며 이때 한밤에 천정 근처에서 볼 수 있다.

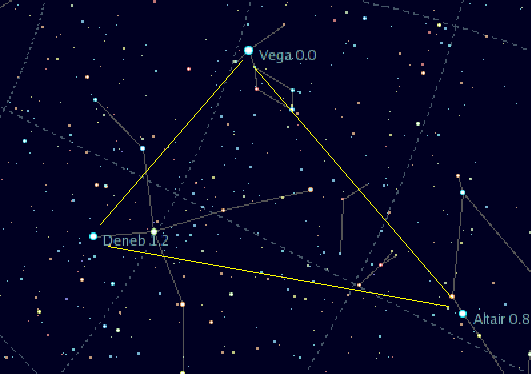
여름의 대삼각형.

베가는 여름의 대삼각형의 꼭짓점 중 하나이다. 베가를 제외한 나머지 구성원들은 독수리자리의 알타이르, 백조자리의 1등성 별 데네브이다. 셋을 이으면 대충 이등변삼각형 형상이 나온다. 여름의 대삼각형은 근처에 밝은 별이 없기 때문에 북반구 하늘에서 쉽게 알아볼 수 있다.
거문고자리 유성우는 4월 21 ~ 22일 사이에 가장 활발히 관측되는 강렬한 유성우이다. 작은 운석이 지구 대기에 빠른 속도로 돌입하면 운석은 증발하면서 밝은 빛을 꼬리처럼 늘어뜨린다. 유성우가 일어나는 중 운석 다수는 한 방향에서 날아오는 것처럼 보인다. 거문고자리 유성우의 경우도 마치 베가가 있는 곳에서 날아오는 것처럼 보이므로 거문고자리 알파 유성우(거문고자리 알파는 베가를 바이어 기호로 부른 것이다.)로 불리기도 한다. 그러나 이들은 실제로 혜성 C/1861 G1 대처에서 떨어져 나온 물질들이 지구를 향해 날아오는 것에 불과하며 베가와는 아무 관련이 없다.

## 물리적 특징

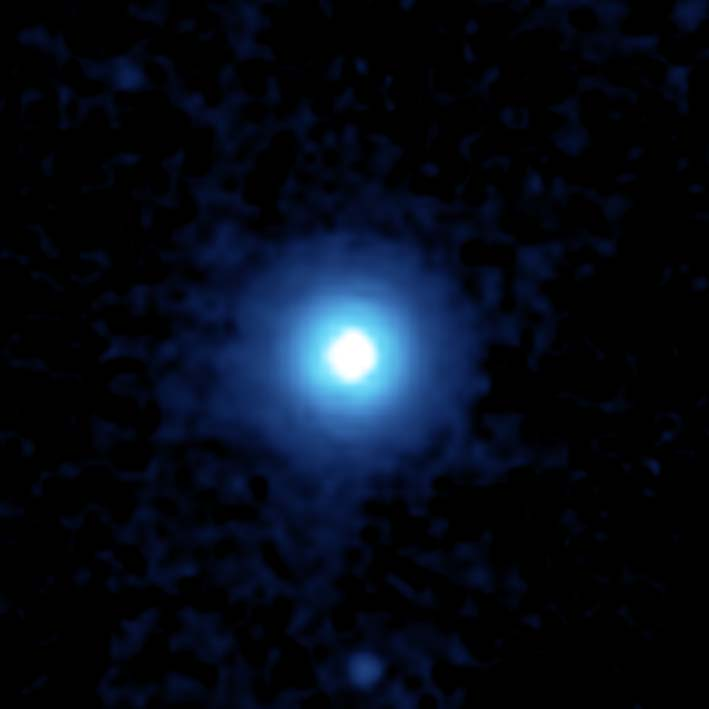
중적외선 영역(24 μm)에서 촬영한 베가와 별 주변의 먼지 원반.

베가의 분광형은 A0V 로 푸른 빛을 약하게 띠는 흰색 주계열성이다. 따라서 베가는 중심핵에서 수소를 태워 헬륨으로 치환하는 단계에 있다. 질량이 큰 별들은 가벼운 별들보다 수소를 빠르게 소비하기 때문에 베가의 수명은 태양의 10분의 1에 불과하여 10억 년 정도이다. 베가의 현재 나이는 3억 8600만 년에서 5억 1100만 년 사이로 추정되며 후자의 경우 베가는 이미 수명의 절반을 넘긴 셈이 된다. 주계열 단계를 떠난 후 베가는 M 분광형의 적색 거성으로 진화하면서 대부분의 질량을 항성풍의 형태로 날려 보낸 뒤 최후에는 백색 왜성으로 일생을 마칠 것이다. 현재 베가는 태양보다 질량이 두 배 남짓이며 밝기는 태양의 37 배에 이른다. 베가가 변광성이라면 방패자리 델타형 변광성으로 분류할 수 있으며 변광 주기는 0.107일이다.
베가에서 방출되는 에너지 대부분은 CNO 순환 과정을 통해 생산된다. CNO 순환 작용은 양성자가 탄소, 산소, 질소를 촉매로 이용하면서 헬륨 원자핵을 형성하는 과정이다. 이 작용이 일어나기 위해서는 중심핵의 온도가 1천 6백만 켈빈은 되어야 한다.(우리 태양의 중심부 온도는 1천만 켈빈이다.) 그러나 CNO 순환 작용은 태양 중심핵에서 일어나는 양성자-양성자 연쇄 반응보다 효율적으로 수소를 태운다. CNO 순환 작용은 온도에 매우 민감하여 중심핵 부분에서 이 작용을 통해 수소를 태우고 남은 헬륨의 재는 대류층을 통해 중심핵 부분에 골고루 퍼진다. 중심핵 위를 둘러싼 복사층은 복사열적 평형 상태에 있는데 이는 태양과는 반대 구조이다. 태양은 중심핵 부분이 복사층이며 복사층을 대류층이 둘러싸고 있다.
베가의 에너지 플럭스는 5480 Å에서 3650 잰스키로 오차범위는 2 퍼센트이다. 베가의 스펙트럼에서는 수소 흡수선이 뚜렷하며 특히 주양자수 2의 전자를 포함한 수소 발머계열이 더욱 강하게 나타난다. 다른 원소들의 선은 상대적으로 약하지만 마그네슘, 철, 크롬이 이온화된 선이 발견된다. 베가에서는 엑스선이 매우 적게 방출되는데 여기서 베가는 코로나가 매우 약하거나 거의 없음을 알 수 있다.

### 자전
간섭계를 이용하여 베가의 반지름을 정확히 잰 결과 태양 반경의 약 2.73 ± 0.01 배였다. 이는 같은 A형 주계열성 시리우스보다 60 퍼센트 정도 더 큰 값인데, 항성 모형에 따르면 베가의 크기는 시리우스보다 12 퍼센트 정도 커야 정상이므로 모순되는 결과이다. 그러나 만약 베가가 빠르게 자전하는 동시에 베가의 북극 또는 남극이 지구를 정면으로 바라보고 있다고 가정할 경우 의문점은 해결된다. CHARA 어래이로 2005년에서 2006년에 걸쳐 관측한 결과 이 추측은 사실임이 입증되었다.

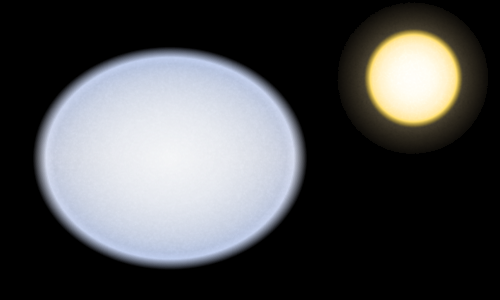
베가(좌측)와 태양(우측)의 크기 비교.

베가의 북극 자전축은 지구에서 바라보는 방향과 최대 5 도 이상 차이나지 않는다. 베가의 적도 자전 속도는 1 초에 274 킬로미터로 한 바퀴 도는 데에 12.5 시간밖에 걸리지 않는다. 이는 우리 태양의 자전 속도와 비교할 때 50 배나 빠른 값이다. 이는 항성이 산산조각나는 속도의 93 퍼센트에 이르는 값이다. 이렇게 빠르게 돌기 때문에 베가의 적도는 타원체 모양으로 부풀어 올라 있으며, 적도 반경은 극반지름보다 23 퍼센트 더 크다. 여기서 베가의 극반지름은 태양의 2.26 ± 0.02 배이며 적도 반지름은 태양의 2.78 ± 0.02 배이다. 지구에서 볼 때는 적도 반지름 크기로 베가가 보이게 된다.
극에서의 중력 가속이 적도보다 크기 때문에 폰 지펠 이론에 의거할 때 베가의 극은 적도보다 밝다. 밝기의 차이로 인해 항성 표면의 유효 온도도 달라진다. 극에서는 1만 켈빈 정도이며 적도는 그보다 훨씬 낮아서 7,600 켈빈 수준에 불과하다. 따라서 만약 베가가 지금과는 달리 적도 방향이 우리 시선을 향해 놓여 있을 경우 밝기가 지금의 약 절반 수준으로 떨어져 보일 것이다. 이처럼 극과 적도 온도차가 많이 나기 때문에 강력한 주연 감광 효과가 발생한다. 이 때문에 베가를 극에서 볼 경우 보통의 둥근 항성보다 테두리가 더 어둡게 보일 것이다. 온도 그래디언트를 보면 베가는 적도 부분에 대류층이 있고 나머지 부분은 거의 대부분이 순수한 복사층으로 이루어져 있을 것이다.
만약 베가가 천천히 자전하여 구에 가까운 모양이며 태양 밝기 57 배로 빛나는 항성이라고 가정할 경우 이 밝기는 베가와 질량이 비슷한 다른 별과 비교할 때 너무 높다. 베가가 빠르게 자전하고 있다면 이 모순은 해결된다. 베가의 실제 밝기는 태양의 37 배 수준이다.
베가는 예전부터 망원경 눈금 조정의 기준이 되는 별이었다. 최근 베가 자전축과 시선 방향의 차이 및 자전 속도가 더욱 자세히 알려졌으며 이를 통해 관측기구 눈금을 보다 정교하게 조정할 수 있게 되었다.

### 구성 성분
천문학자들은 헬륨보다 원자수가 많은 원소들을 ‘금속’이라고 부른다. 베가 상층 대기의 중원소 함량은 태양의 32 퍼센트 수준에 불과하다. 반면 비슷한 분광형의 시리우스는 태양보다 중원소가 세 배나 많다. 구체적으로 태양의 중원소 함유비는 다음과 같이 표현한다. ZSol = 0.0172 ± 0.002 이를 베가의 경우에 대입하면 베가의 전체 질량 중 헬륨보다 무거운 원소가 차지하는 비율은 단지 0.54 퍼센트에 불과하다는 것을 알 수 있다.
이처럼 중원소의 비율이 미미하기 때문에 베가를 목동자리 람다형 항성으로 부르기도 한다. 분광형 A0 ~ F0 항성에 이처럼 분광상 특이함이 나타나는 원인은 확실히 밝혀지지 않았다. 다만 이 화학적 특이함의 이유로 질량 손실 또는 확산이 제기된 바 있다.(다만 항성 진화 모형에서는 해당 과정이 주계열성 단계의 말미에 발생하는 것으로 설명한다.) 또 다른 원인으로 베가는 애초부터 중원소가 부족한 성간 물질에서 탄생했다는 주장이 있다.
베가 대기에서 수소에 대한 헬륨의 비율은 0.030 ± 0.005로 태양보다 40 퍼센트 정도 작다. 이는 표면 근처에 헬륨 대류층이 없기 때문으로 보인다. 에너지의 전달은 복사 과정을 통해 이루어지는데 이것이 구성 원소 함량의 비정상적인 비율(확산을 통해 이루어짐)의 원인일 수 있다.

### 운동
베가의 적색 편이값은 -13.9 ± 0.9 km/s이다. 마이너스 부호는 천체가 지구를 향해 가까워지고 있다는 의미이다.
베가가 시선 방향에 대해 이동할 때 우리 눈에는 뒷배경 별들에 대비하여 별의 위치가 변한 것처럼 보이게 된다. 베가의 위치를 정교하게 측정하면 항성의 각운동값(고유 운동)을 알 수 있다. 베가의 고유 운동량은 적경값으로 연간 202.03 ± 0.63 밀리초각, 적윗값으로 연간 287.47 ± 0.54 밀리초각이다. 베가의 순고유운동량은 327.78 밀리초각/년이며, 여기에 따르면 베가는 11,000년마다 약 1 도만큼 천구 위를 이동하게 된다.

지구 근처 밝은 별들의 향후 겉보기 등급의 변화 추이를 그래프로 나타낸 것. 밝기가 올라갈수록 지구와 가까워진다고 볼 수 있다. 베가(Wega, 빨간색 선)는 천천히 지구를 향해 다가오고 있다.

은하좌표에서 베가의 우주속도 요소는 U = -13.9 ± 0.9, V = -6.3 ± 0.8 , W = -7.7 ± 0.3으로, 여기서 순우주속도는 17 km/s가 나온다. 이 속도(태양 방향)의 방사 성분은 -13.9 km/s이며 횡단 속도는 9.9 km/s이다. 현재 시점에서 베가는 밤하늘에서 다섯 번째로 밝지만 고유 운동값을 볼 때 천천히 태양 쪽을 향해 다가오고 있는데, 이 때문에 베가의 밝기는 점점 상승할 것이다. 베가는 약 21만 년 후 밤하늘에서 가장 밝은 별이 될 것이며 약 29만 년 후 -0.81까지 밝아질 것이다. 베가는 이후 천천히 어두워지지만 카노푸스보다 겉보기 등급이 낮아지게 되는 48만 년 후까지는 밤하늘에서 가장 밝은 별의 위치를 계속 차지할 것이다.
베가의 운동학적 속성에 의거하면 카스토르 이동성군에 속해 있는 것으로 보인다. 이 성군은 약 16개의 별로 구성되어 있으며 주요 구성원으로는 세페우스자리 알파, 카스토르, 포말하우트, 베가가 있다. 이 성군의 모든 구성원들은 비슷한 우주 속도를 보이면서 움직이고 있다. 이동성군의 구성원들을 통해 이들이 같은 장소에서 함께 태어났으며 중력적으로 서로의 속박을 벗어 버린 후 지금까지 꾸준히 우주 공간을 움직여 왔음을 추측할 수 있다. 카스토르 이동성군의 예상 나이는 1억 ~ 3억 살 정도이며 구성원들의 평균 우주 속도는 16.5 km/s이다.

## 행성계

### 적외선 초과

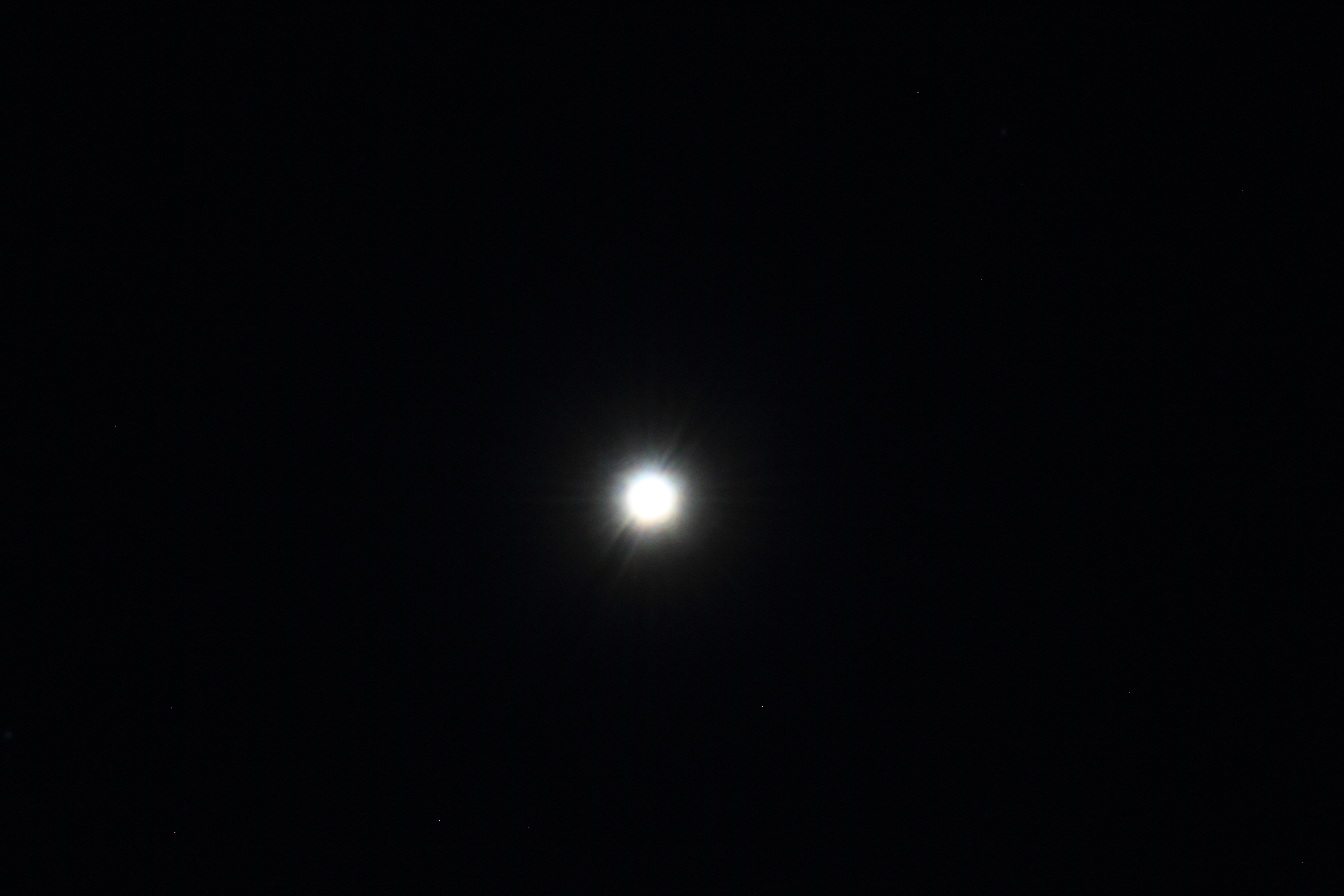
전용 카메라로 촬영한 베가. 촬영기기는 셀레스트론 CGEM DX 1100 @ F6.3, 캐논 T3i, 텔레뷰 4X 파워메이트, ISO 800. 노출시간은 60초이다.

적외선 천문 위성(IRAS)의 탐사 결과 베가에서 적외선 플럭스가 예상보다 많이 흘러나오고 있음이 밝혀졌는데, 이는 종전 항성 주위에 아무것도 없을 것이라는 예상을 깨는 결과였다. 이 초과분은 25, 60, 100 마이크로미터 파장에서 검출되었으며 항성을 중심으로 하여 시지름 10 초각 주변에서 발산되고 있었다. 베가와 지구 사이 거리를 고려하면 10 초각의 실제 크기는 약 80 천문단위로 태양과 지구 사이 거리의 80 배에 해당하는 거리이다. 이 적외선 복사의 정체는 밀리미터 단위 크기 입자로 이루어진 물질들에서 나오는 것이라는 주장이 제기되었다. 밀리미터 단위보다 작은 입자들은 포인팅-로버트슨 효과에 의해 항성으로 끌려들어가거나 혹은 항성의 복사압에 의해 불려나가 버릴 것이기 때문이다. 여기서 포인팅-로버트슨 효과는 항성의 복사압이 천체의 공전 운동을 거슬러 점차 항성 쪽으로 천체를 나선 형태를 그리면서 '떨어지게' 만드는 것을 의미한다. 이 효과는 항성에 가까우면서 크기가 작은 입자들일수록 더욱 강하게 나타난다.
이후 193 마이크로미터 영역에서 베가를 계속 관측한 결과 예상한 플럭스보다 낮은 수치의 값이 나왔으며 이를 통해 항성주위 먼지입자 크기는 100 마이크로미터 이하임을 알게 되었다. 이 정도 크기의 먼지가 지속적으로 항성 주위를 돌려면 먼지 물질이 생겨나서 보충되는 모종의 작용이 지속적으로 일어나야 한다. 이 ‘모종의 작용'이 무엇인가에 대해 제기되었던 가설 중 하나는 먼지 물질들은 서로 뭉쳐 행성을 형성하는 과정에 있다는 것이었다. 베가 주변에 먼지가 둘려 있는 것을 설명하는 모형에 의하면, 원반의 반지름은 항성의 북극에서 아래를 쳐다볼 경우 120 천문단위가 된다. 이 경우 원반의 중심부에는 먼지 물질들이 씻겨나가고 없는데, 그 ‘구멍’의 반지름은 80 천문단위에 약간 못 미친다.
베가 주변에서 적외선 초과 현상을 발견한 뒤, 다른 별들 주위에도 비슷한 구조가 형성되어 있음이 연달아 발견되었다. 2002년 기준으로 400개 정도의 별이 베가와 비슷한 행성계 구조를 갖고 있음이 밝혀졌으며 이들은 ‘베가형’ 또는 ‘베가-초과형’ 항성으로 불린다. 이들은 태양계가 처음 태어났을 때 어떤 모습이었는지에 대한 단서를 제공하고 있다.

### 먼지 원반

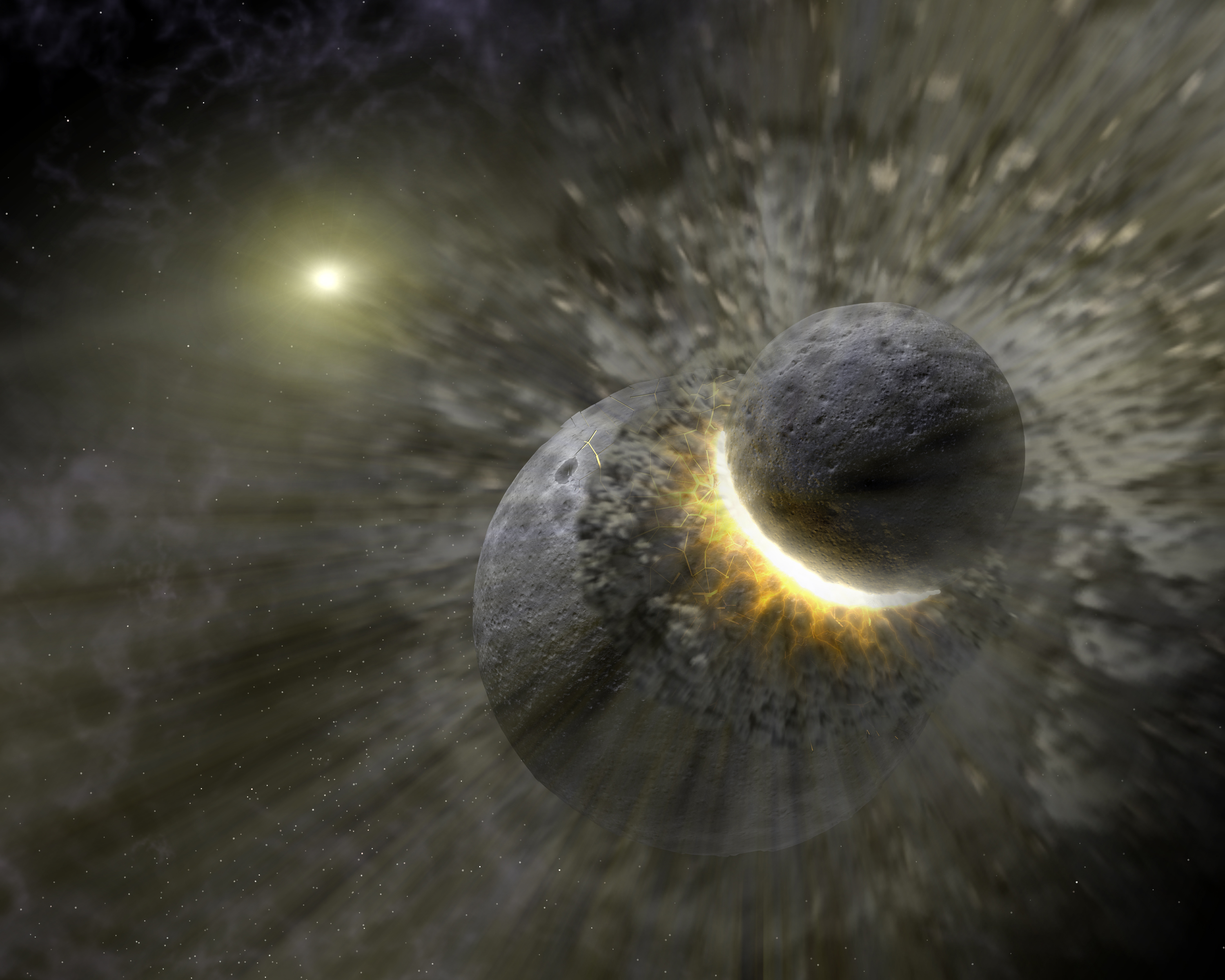
베가를 돌고 있는 질량 큰 가상 천체 둘이 부딪쳐 별 주변의 먼지 물질들을 만들어내고 있다. 천체 예술가의 상상도.

2005년까지 스피처 우주 망원경은 베가 주위에 있는 먼지 원반을 적외선 영역에서 고해상도로 촬영했다. 먼지 원반은 24 마이크로미터 영역에서 330 천문단위, 70 마이크로미터 영역에서 543 천문단위, 160 마이크로미터 영역에서 815 천문단위까지 펼쳐져 있었다. 이처럼 예상보다 훨씬 더 광범위하게 펼쳐져 있는 베가의 원반 물질 크기는 1 ~ 50 마이크로미터까지 다양했으며, 원반은 포말하우트처럼 한 쪽으로 쏠려 있지 않았고 가지런하게 동그란 모양을 보이고 있었다. 원반 물질의 총 질량은 지구 질량의 3×10-3배이다. 태양 주변 카이퍼 대와 비슷한 밀도의 소행성 천체들끼리 부딪혀 먼지 물질이 생겨난 것으로 보고 있다. 따라서, 베가 주변의 먼지는 종전 예상과는 달리 원시 행성계 원반이 아닌 먼지 원반의 물질로부터 생겨났을 가능성이 크다.
먼지 원반의 안쪽 한계 거리는 항성으로부터 약 70 천문단위이다. 이 원반은 바깥쪽에 있는 큰 천체들끼리 부딪혀 생긴 파편들이 항성의 복사압에 밀려나가 형성된다. 그러나 항성 생성 초기부터 이 먼지 원반이 있었다고 가정할 경우, 현재 남아 있는 양을 고려하면 태초의 먼지 원반 물질의 질량은 목성의 수백 배는 되었을 것이라는 계산이 나온다. 따라서 먼지 원반은 비교적 최근에, 그것도 중간 정도 또는 좀 큰 질량을 지닌 혜성 또는 소행성이 자기보다 좀 더 작은 천체들과 부딪쳐서 생긴 것으로 추측하고 있다. 먼지 원반은 항성의 나이에 비할 때 상대적으로 젊을 가능성이 크며, 충돌이 추가적으로 일어나지 않아 먼지 물질이 공급되지 않는다면 언젠가 항성풍에 의해 모두 불려 나갈 것이다.
2006년 윌슨 산 천문대의 차라 어레이 망원경을 통해 관측한 결과, 베가에서 가까운 곳에 먼지의 띠가 추가적으로 존재하는 것으로 드러났다. 위치는 항성에서 8 천문단위 이내로 이 먼지 물질은 항성계의 동역학적 섭동의 증거인 것으로 보인다. 이 먼지 원반은 혜성이나 운석의 극심한 폭격으로 인해 생겨났을 가능성이 있으며 행성계가 생겨나는 증거일 수도 있다.

### 행성의 존재 여부

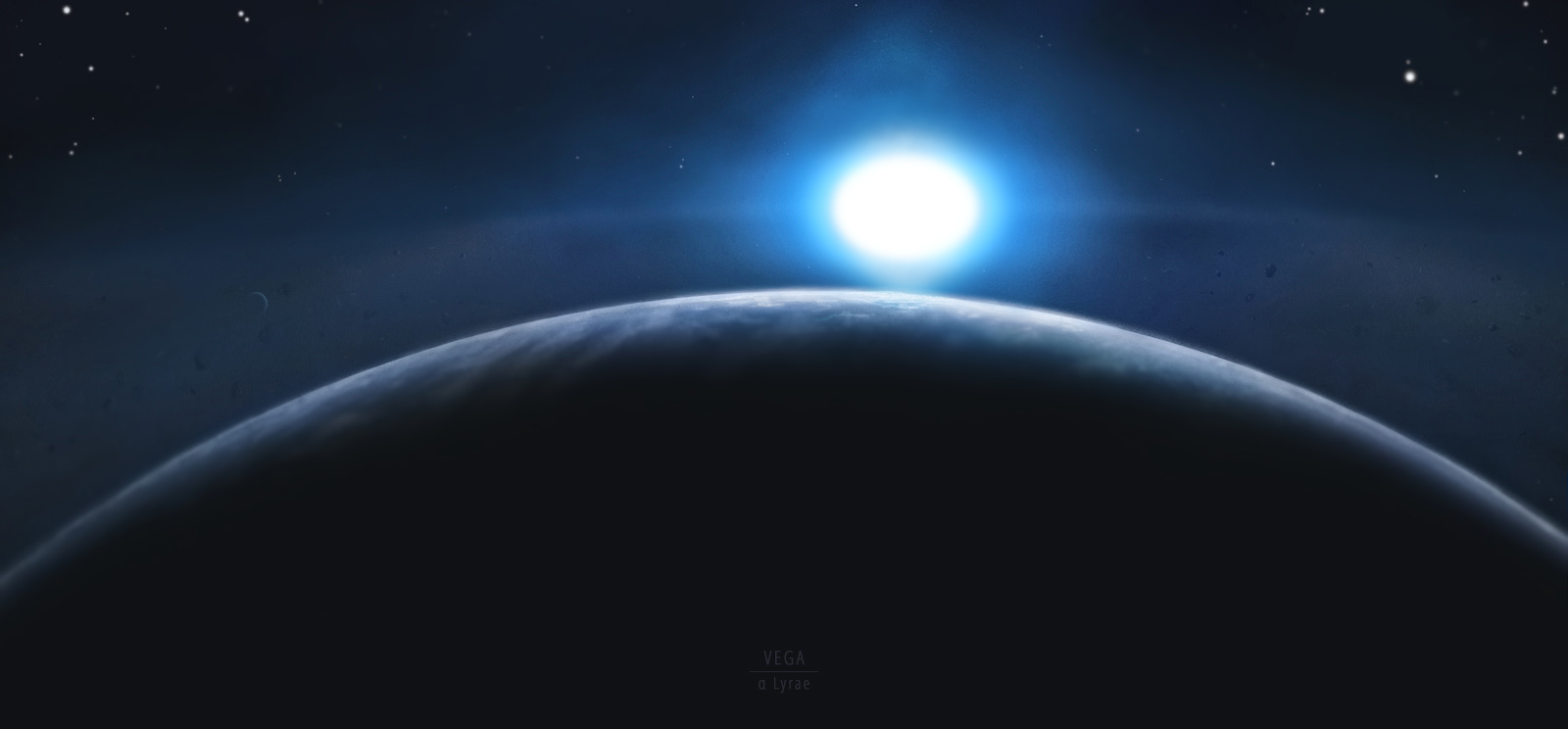
베가를 도는 외계 행성을 상상한 그림.

1997년 제임스 클라크 맥스웰 망원경의 관측 결과 베가의 북동쪽 70 천문단위 부근에 ‘길쭉한 형태의 밝은 영역’이 있다고 했다. 이는 외계 행성에 의해 먼지 원반이 뒤틀린 것이거나 또는 먼지에 둘러싸인 천체가 항성을 공전하는 것일 가능성임이 제기되었다. 그러나 켁 망원경이 찍은 사진을 통해 겉보기 등급 16 이하의 천체(이는 목성질량 12 배 이상 천체임)는 베가 주위에 없음을 밝혀냈다. 하와이 소재 조인트 애스트로노미 센터와 UCLA의 천문학자들은 켁 망원경의 사진은 베가 주위에서 행성이 생겨나는 것을 증명하는 것이라고 주장했다.
베가 주위 행성의 존재는 아직까지 제대로 입증되지 않았다. 2002년 논문에서 문제의 ‘덩어리’는 목성 정도 질량을 지닌 행성이 이심률 큰 궤도를 그리며 돌고 있는 것이라고 서술되어 있다.
2003년 이러한 덩어리는 해왕성 질량 정도 되는 천체가 40 ~ 65 천문단위 거리에서 5600만 년의 시간에 걸쳐 이동해 왔기 때문에 생긴 것이라는 가설이 등장했다. 이 가상 행성의 궤도 크기로 미루어 보아 보다 베가에 가까운 곳에 암석 행성이 생겨날 여유 공간이 있었다. 해당 행성이 항성 쪽으로 움직인 원인으로 이 행성보다 항성에 가까운 곳에 있는, 질량이 더 큰 미지의 행성이 중력적 상호 작용을 일으켰기 때문일 가능성이 있다.
2005년 하와이 소재 스바루 망원경에 있는 코로나그래프를 이용, 천문학자들은 베가 주위를 도는 행성의 질량이 목성의 5 ~ 10 배를 넘지는 않는다고 결론지었다. 행성을 직접 관측하지는 못했으나, 행성이 존재할 가능성은 아직까지 배제되지 않고 있는 상황이다. 따라서 행성의 정체는 보다 항성에 가까운 곳을 돌고 있는 암석 행성일 가능성이 있다. 베가 주변에 펼쳐져 있는 원반의 경사각은 베가의 적도와 거의 일치한다. 베가 주변을 돌고 있는 가상 행성에서 누군가가 하늘을 바라본다면, 태양은 비둘기자리에서 4.3 등급의 밝기로 어둡게 빛날 것이다.

## 이름의 유래 및 문화적 특기사항
지구가 자전하기 때문에 별들은 천구를 가로지르는 것처럼 우리 눈에 보이게 된다. 그런데 어떤 별이 지구의 자전축과 나란한 방향에 놓여 있을 경우 그 별은 하늘에서 움직이지 않는 것처럼 보일 것이고, 이 별을 극성이라고 부른다. 지구의 자전축 방향은 시간이 지나면서 서서히 바뀌는데 이를 세차 운동이라고 한다. 세차 운동의 1주기는 25770년인데 이 기간 동안 자전축의 양 극점은 천구 위에 길을 둥근 모양으로 그리게 된다. 이 길은 근처에 있는 여러 밝은 별들 근처를 지나가는데 경로가 별들과 가깝게 또는 거의 일치하는 순간 지구에 거주하는 사람들은 그 별을 극성으로 인식하게 된다. 현 시점에서 극성은 폴라리스이나 기원전 1만 2천 년 경만 해도 천구 북극과 베가 사이 거리는 5도가 채 되지 않았다. 서기 14000년 경 북극점은 다시 베가 근처에 접근하게 될 것이다. 베가는 북극성의 후보가 될 수 있는 별들 중 가장 밝다.
북부 폴리네시아 원주민들은 베가를 '웨투 오 테 타우'라고 불렀는데 이는 '1년의 별'이라는 뜻이다. 오랫동안 이 지역 주민들은 한 해의 농사를 시작할 무렵을 새로운 해가 시작하는 것이라고 여겼으며, 그 시작을 상징하는 별이 베가라고 생각했다. 이후 플레이아데스 성단이 베가의 자리를 대신하게 되었다.
고대 아시리아 사람들은 베가를 '다얀-사메'라고 불렀는데 이는 '하늘의 심판자'라는 뜻이다. 고대 아카드 사람들은 '티르-안나'로 불렀으며 이는 '하늘의 생명'이라는 뜻이다. 바빌로니아 시대의 천문 기록에 따르면 베가는 '딜간'이라는 이름이 붙은 여러 별들 중 하나였다. 여기서 '딜간'은 '빛의 전령'이라는 뜻이다. 고대 그리스 사람들은 그리스 신화상의 오르페우스가 들고 있는 하프 부분을 거문고자리라고 불렀으며, 여기서 베가는 손잡이 부분에 해당된다. 로마 제국에서는 베가가 지평선 아래로 내려가 보이지 않게 되는 시점을 가을이 시작되는 때로 인식했다.
중국에는 견우[牛郎]가 천제(天帝)의 벌을 받아 은하수를 사이에 두고 사랑하는 직녀(織女, 베가)와 떨어져 살다가, 일년 중 단 하루 칠월칠석(음력 7월 7일)에 까마귀와 까치가 놓아 주는 오작교 위에서 잠깐이나마 만난다는 전설이 전해 내려온다. 직녀성(織女星)이라는 이름은 여기서 유래한 것이다. 일본의 타나바타 축제는 이 전설에 기초하여 열린다. 조로아스터교에서 베가는 가끔 하급 신(神) 바난트를 상징하기도 했다. 여기서 바난트는 '정복자'라는 뜻이다.
서구권에서 가장 많이 불리는 이름 베가(초창기에는 Wega였다가 Vega로 바뀜)는 아랍어 단어 '와키'에서 왔는데 이는 '추락' 또는 '착륙'이라는 뜻이다. '와키'는 좀 더 긴 어구인 '안-나스르 알-와키'(النسر الواقع)에서 따 온 말로, 어구의 뜻은 '내려앉은 검은 독수리'이다. 고대 이집트 사람들은 거문고자리를 검은 독수리 형상으로 인식했으며 고대 인도 사람들도 이를 검은 독수리 또는 독수리로 생각했다. '베가' 이름이 서구 유럽 기록에 최초로 등장한 것은 알폰소 10세가 1215 ~ 1270년 사이 만든 알폰소 목록에서였다.
중세의 점성학자들은 베가를 베헤니언 붙박이별 중 하나로 취급했으며 귀감람석(貴橄欖石) 및 윈터 세이보리(winter savory)와 연관지었다. 아그리파 폰 네테스하임은 자신의 카발라 문양 을 'Vultur cadens'라는 단어 아래에 배치시켰는데, 단어의 뜻은 베가의 아랍어 이름 의미를 라틴어로 직역한 것이다. 중세시대에 작성된 항성 목록에는 베가를 '바기'(Waghi), '바기에'(Vagieh), '베카'(Veka)로 적기도 했다.
제너럴 모터스는 1971년 베가의 이름을 따 쉐보레 베가 모델을 출시했는데, 이는 자동차가 항성의 이름을 차용한 최초의 사례이다. 유럽 우주국이 쏘아 올린 베가 로켓과 1927년 록히드 사가 출시한 록히드 베가 기체도 베가의 이름을 빌려 온 사례이다.

## 같이 보기
- 거문고자리
- 우수 (별자리)
- 알타이르 (현대의 견우성)